# کوهولانوالا
کوهولانوالا  (به انگلیسی: Koholanwala)نام روستائی واقع در بخش مرکزی سری لانکا می باشد.